# La Losilla
La Losilla település Spanyolországban, Soria tartományban. La Losilla Narros, Cirujales del Río, Aldealseñor, Carrascosa de la Sierra, Magaña és Suellacabras községekkel határos. Lakosainak száma 13 fő (2024).

## Népesség
A település népessége az elmúlt években az alábbi módon változott:
| Lakosok száma | 19   | 17   | 14   | 12   | 15   | 16   | 13   | 14   | 13   | 13   |
|               | 2001 | 2004 | 2007 | 2009 | 2012 | 2014 | 2017 | 2019 | 2022 | 2024 |